# Carex nelmesiana
Carex nelmesiana är en halvgräsart som beskrevs av Manuel Barros. Carex nelmesiana ingår i släktet starrar, och familjen halvgräs. Inga underarter finns listade i Catalogue of Life.